# En Grizzy i els Lèmmings
En Grizzy i els Lèmmings (francès: Grizzy et les Lemmings) és una sèrie de televisió francesa animada per ordinador produïda per Studio Hari amb la participació de France Télévisions, Cartoon Network i Boomerang. Es tracta d'una comèdia silenciosa centrada en un os grizzly, anomenat Grizzy, que ha de tractar amb el grup dels lèmmings homònims, pels quals està irritat. El programa no té cap diàleg real, ja que els personatges no parlen o utilitzen vocalitzacions inintel·ligibles. Els dissenys tridimensionals són de Bertrand Gatignol per als personatges i Édouard Cellura per als decorats. S'ha emès al canal Super3.
La sèrie es va anunciar el 22 de juny de 2015 i va debutar internacionalment a la tardor de 2016. Es va renovar per a una segona temporada el 5 de juliol de 2017, que es va emetre en diversos canals d'arreu del món el 2018. La temporada 1 es va estrenar per a Netflix el 15 de juliol de 2019. El 2019, Hari Productions (Studio Hari) va anunciar el desenvolupament de la tercera temporada. La temporada 3 es va estrenar el 2021 i va acabar el 8 d'octubre de 2022. Una quarta temporada està en preparació per ser llançada el 2024.